# سيسا
سيسا (بالإيطالية: Sissa)‏ هي بلدية في مقاطعة بارما في إقليم إميليا رومانيا الإيطالي.